# Romina Laurito
Romina Laurito est une gymnaste rythmique italienne née le 4 mai 1987 à Gallarate (Italie).

## Biographie
En 2012, Romina Laurito est médaillée de bronze olympique du concours des ensembles à Londres, avec ses coéquipières Elisa Blanchi, Marta Pagnini, Andreea Stefanescu, Elisa Santoni et Anzhelika Savrayuk.